# 最後的戰役
《最后的战役》（英語：The Last Battle）是《納尼亞傳奇》系列小说的最后一本，按故事情节写也是最后一本，由英国作家C·S·路易斯于1950年代所著。

## 故事概要
住在納尼亞灯柱森林以西的森林中的无尾猿诡谲（中譯本寫作席夫特）某日偶然從大鍋湖畔的瀑布取得一塊獅子皮後，威脅利誘夥伴驢子迷糊將其縫合並穿上喬裝成久未歸回的獅王亞斯藍，聯合卡羅門人成功取得多數納尼亞人的信任後，利用亞斯藍的名義奴役子民。

外出狩獵的狄里安王為了替遭到奴役的能言動物打抱不平，在聯合身為坐騎的獨角獸朱爾殺害兩個卡羅門人後遭到圍攻，後來為了見上亞斯藍而自首，卻見到席夫特魚肉鄉民的惡行，當眾斥責席夫特後被吊在一棵樹上，只能依賴同情他的能言動物救濟（不過能言動物因為遭到欺騙沒能將他救下），並見到席夫特如何利用披著獅子皮的迷糊騙取臣民的崇拜。
數日後尤斯提以及姬兒·波尔出現救下狄里安，三人於是前往先王建造的守衛塔獲取物資並躲藏。途中尤斯提和姬兒提及七天前的伦敦，已是白发老人的迪哥里和波莉邀请佩文西兄弟姐妹、姬兒、尤斯提做客（苏珊没来），说些纳尼亚的往事。在餐桌旁，七人看到了一个纳尼亚装束的“鬼影”浮现在眼前，比划了一阵子就消失了。

众人商量了一番认为纳尼亚有危险了，但没有纳尼亚的召唤，如何回到纳尼亚是个难题。彼得和爱德蒙想到利用魔法师的魔戒，但迪哥里把戒指埋到了当初了老宅下面，老宅早已经易主。几天之后，彼得和爱德蒙打电话给姬兒和尤斯提，说已经拿到了魔法师的戒指，让他俩去纳尼亚（因为年龄大的孩子是不能去纳尼亚的）。谁知在前去碰面的路上，尤斯提和姬兒刚上火车便转眼被传送到了纳尼亚，根本没看见戒指是什么模样。来到纳尼亚第一眼便看到了被绑在树上的国王。屈指一算，距离狄里安求救已经过了七天的伦敦时间，但狄里安却说那只是十分钟之前的事情。

三人偷袭卡乐门人的营地救出了独角兽朱爾外也俘虏了驴子迷糊，重新獲取了少數百姓的信任，並在席夫特將卡羅門人的邪神太息與亞斯藍混為一談之際，將他扔入太息存在的馬廄，並带领忠诚的动物和卡乐门军队、反叛的野兽以及矮人们決戰，但因為寡不敵眾幾乎陣亡。躲进马厩的狄里安却发现七个国王和女王——彼得、爱德蒙、露西、尤斯提、姬兒和恢复了青春的迪哥里、波莉以国王和女王的身份站在他的面前。

此時雄狮阿斯兰出现了，在將被反叛的士兵埃米斯丟入馬廄的卡羅門人首領厲希達交給太息後不久，喚醒了“时间”巨人讓纳尼亚迎來末日，變為一片焦土。阿斯兰带领所有信仰他的生物穿过一道门，来到了他的王国，至於不順從他的能言動物們也有別的去處（但失去了言語能力）。阿斯兰告诉露西，他们其实都已经在火车事故中死去。老纳尼亚中一切重要的东西以及可爱的动物，都已经由这扇门进入真正的纳尼亚。过去出现过的人物都在这里。从此，他们在新的纳尼亚世界过着幸福的生活。

## 主要人物
- 猿猴席夫特
- 驴子迷糊
- 纳尼亚国王逖里安
- 独角兽朱爾
- 狮王阿斯兰
- 尤斯提·史瓜
- 姬兒·波尔
- 賈斯潘国王
- 迪哥里
- 波莉

## 創作背景
《最后的战役》的内容有一部分是根据《圣经》〈启示录〉的内容进行创作的，里面对纳尼亚最后的日子以及新生纳尼亚的描述舞步是在向读者显示最后的审判与审判过后的新天新地，与《魔法师的外甥》里面纳尼亚世界的创造正好遥相呼应。
作者路易斯即在一封給讀者的信中說《最后的战役》講述的是「反基督耶穌的來臨（猿猴），還有世界末日和大審判」。

## 獲獎
該書獲得了英國兒童文學的最高榮譽卡內基獎:122。